# Iguanura wallichiana
Iguanura wallichiana är en enhjärtbladig växtart som först beskrevs av Carl Friedrich Philipp von Martius, och fick sitt nu gällande namn av Odoardo Beccari. Iguanura wallichiana ingår i släktet Iguanura och familjen Arecaceae.

## Underarter
Arten delas in i följande underarter:
- I. w. major
- I. w. rosea
- I. w. wallichiana